# Wetaskiwin
Wetaskiwin är en stad 70 kilometer söder om Edmonton i Alberta i Kanada. Invånarna uppgick 2011 till 12 525 i antalet.

## Kända personer från Wetaskiwin
- Brett J. Gladman, astronom

### Fotnoter
1. ↑  ”Census Profile” (på engelska). Statistics Canada. 19 mars 2011. http://www12.statcan.gc.ca/census-recensement/2011/dp-pd/prof/details/page.cfm?Lang=E&Geo1=CSD&Code1=4811002&Geo2=PR&Code2=48&Data=Count&SearchText=Wetaskiwin&SearchType=Begins&SearchPR=01&B1=All&Custom=. Läst 3 februari 2014.